# Airbus Helicopters H120
Der Airbus Helicopter H120 Colibri (früher Eurocopter EC 120) ist ein fünfsitziger, einmotoriger leichter Hubschrauber des deutsch-französischen Flugzeugherstellers Airbus Helicopters mit Turbinenantrieb.

## Geschichte
Nach eingehenden Untersuchungen des zukünftigen Hubschraubermarktes wurde 1992 die Entscheidung zur Entwicklung des Eurocopter EC 120 gefällt, um den Markt der kleinsten Hubschrauber bedienen zu können, insbesondere im asiatischen Raum.
Es kam zu einem Kooperationsvertrag zwischen den Firmen Eurocopter, welche die technische Leitung des Projektes, die Endmontage und alle Tests sowie Zulassungsverfahren übernahm, der Harbin Aircraft Manufacturing Company, die den fertig ausgerüsteten Rumpf mit dem Treibstoffsystem liefern sollte (Projektanteil: 24 %) und der Singapore Technologies Aerospace, die für die Türen, den Heckrotorausleger und die Windschutzscheiben verantwortlich waren (Projektanteil: 15 %). Die Entwicklungsarbeiten wurden 1993 von einem etwa 60-köpfigen Entwicklungsteam, zu dem neben rund 30 Franzosen auch etwa 10 Ingenieure aus Singapur und 20 aus China gehörten, begonnen. Es wurden zwei Prototypen gefertigt, die 1995 bzw. 1996 ihren Erstflug absolvierten.
Erstmals der Öffentlichkeit vorgestellt wurde der Typ anlässlich der Heli-Expo in Anaheim im Februar 1997. Auf dieser Messe konnten bereits etwa 20 Verkäufe getätigt werden. Erstkunde war die dänische Fluggesellschaft Unifly. Die französische Zulassung wurde am 17. Juni 1997 erteilt, die der FAA am 22. Januar 1998. Die erste Serienmaschine wurde am 2. Februar 1998 ausgeliefert. Gleichzeitig wurde an dem verbesserten Typ EC 120B gearbeitet. Im November 1998 wurden in Schweden mit dem ersten Prototyp dieser Variante Flugtests unternommen. Probleme mit Lieferungen aus China führten während der Serienfertigung immer wieder zu Produktionsengpässen. Trotzdem konnte 2002 die zweihundertste EC 120 ausgeliefert werden.
Am 1. März 2006 kündigte EADS North America an, das U.S. Department of Homeland Security Customs and Border Protection werde vorerst zehn Einheiten der EC 120 in Dienst stellen; der Vertragsumfang erstreckt sich über die Lieferung von insgesamt 55 Einheiten.
Seit 2011 wird die EC 120B von der Verkehrspolizei im irakischen Kurdistan eingeführt. In einem zweistufigen Ausbildungsprozess werden die benötigten Piloten zuerst zu Tragschrauberpiloten und in weiterer Folge zu Helikopterpiloten ausgebildet.
Neben der zivilen Nutzung kann die H120B auch für militärische Aufgaben verwendet werden, etwa für Ausbildungs- oder leichte Unterstützungseinsätze. Die EC 120 ist mit einem Gewicht von unter zwei Tonnen der kleinste und leichteste Hubschrauber von Eurocopter.
Guillaume Faury (damaliger CEO Airbus Helicopters) gab vor Journalisten der AJPAE (französische Vereinigung von Berufsjournalisten für den Bereich Luft- und Raumfahrt) am Standort in Marignane bekannt, dass die Produktion der H120 eingestellt wird. Das letzte Exemplar wurde Ende September 2017 produziert. Die Entscheidung steht im Zusammenhang mit den Bestrebungen von Airbus, sein Angebot im Segment der einmotorigen Hubschrauber auf die H125 und die H130 zu konzentrieren und diese beiden Maschinen zukünftig mit Blick auf Sicherheit, Performance und einfache Wartung weiterzuentwickeln.

## Technische Daten (H120B)

Dreiseitenriss

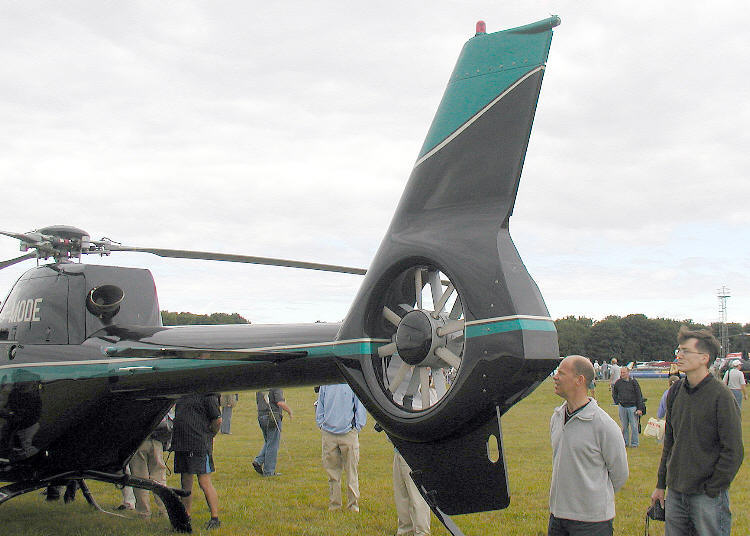
Der 8-Blatt-Fenestron des H120

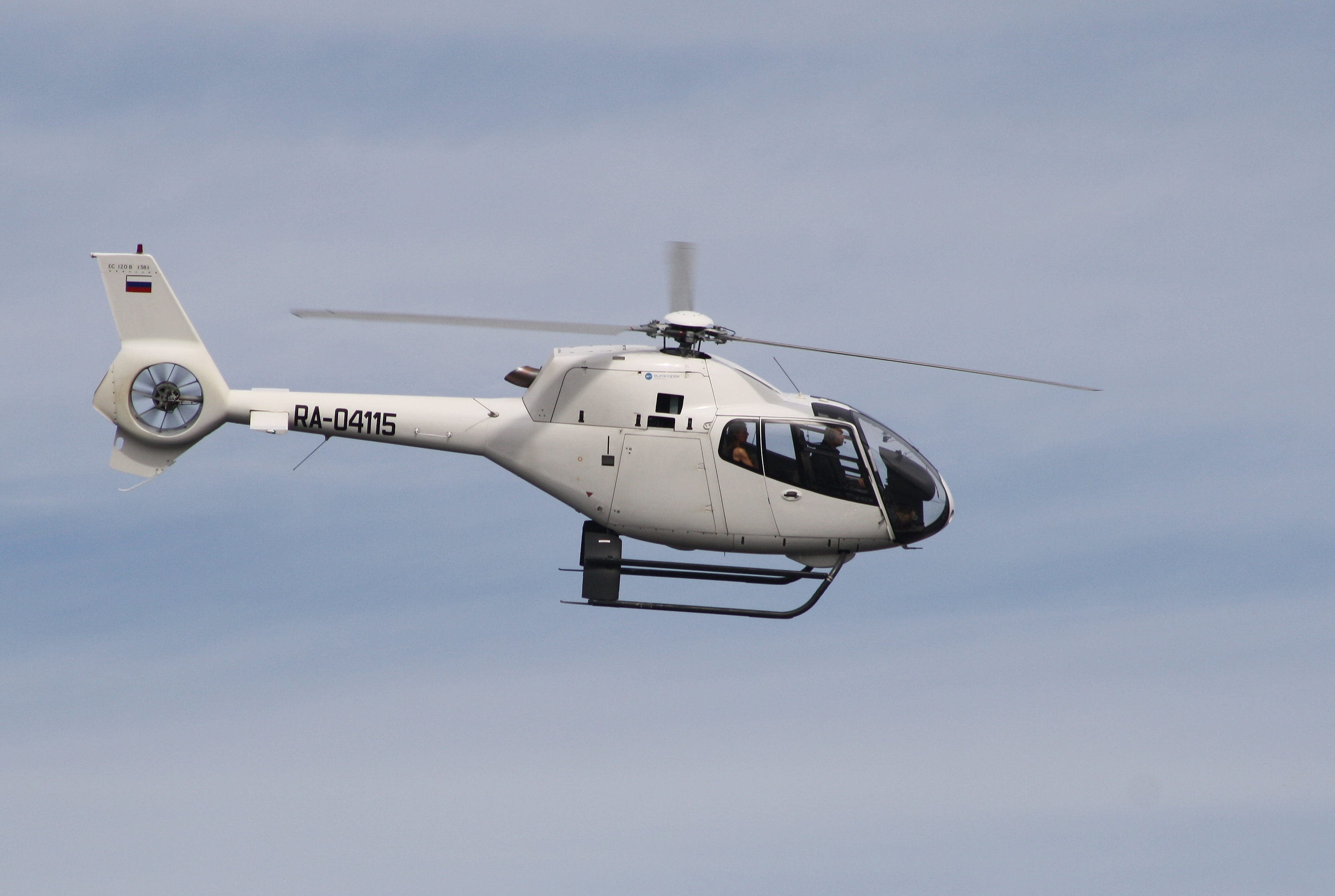
Seitenansicht im Flug

|                | Kenngröße                            | Daten                                                                                    |
| -------------- | ------------------------------------ | ---------------------------------------------------------------------------------------- |
| Allgemein      | Besatzung                            | 1–2 Pilot(en)                                                                            |
| Allgemein      | Passagiere                           | 3–4                                                                                      |
| Allgemein      | Antrieb                              | eine Turbine Typ Turboméca Arrius 2F                                                     |
| Allgemein      | Startleistung                        | 1 × 376 kW (511 PS)                                                                      |
| Allgemein      | max. Dauerleistung                   | 1 × 335 kW (444 PS)                                                                      |
| Allgemein      | Typ                                  | Einmotoriger Leichthubschrauber                                                          |
| Allgemein      | Hersteller                           | Airbus Helicopters                                                                       |
| Allgemein      | Neupreis                             | ca. 1.500.000 USD (Stand 2010)                                                           |
| Abmessungen    | Rumpflänge                           | 9,60 m                                                                                   |
| Abmessungen    | Länge über drehenden Rotoren         | 11,52 m                                                                                  |
| Abmessungen    | Höhe                                 | 3,40 m                                                                                   |
| Abmessungen    | Rotordurchmesser                     | 10,00 m                                                                                  |
| Abmessungen    | Rotorkreisfläche                     | 81,7 m²                                                                                  |
| Abmessungen    | Kabinenlänge                         | 2,30 m                                                                                   |
| Abmessungen    | Kabinenbreite                        | 1,35 m                                                                                   |
| Abmessungen    | Kabinenhöhe                          | 1,25 m                                                                                   |
| Massen         | Leermasse                            | 965 kg                                                                                   |
| Massen         | Zuladung                             | max. 750 kg                                                                              |
| Massen         | max. Nutzlast, außen aufgehängt      | 700 kg                                                                                   |
| Massen         | max. Kraftstoff                      | 325 kg (411 l) plus 63 kg (80 l) in optionalem Zusatztank                                |
| Massen         | max. Startmasse                      | 1715 kg                                                                                  |
| Massen         | max. Startmasse mit Außenlasten      | 1800 kg                                                                                  |
| Flugleistungen | Höchstgeschwindigkeit                | 279 km/h                                                                                 |
| Flugleistungen | Reisegeschwindigkeit                 | 228 km/h                                                                                 |
| Flugleistungen | Wirtschaftliche Reisegeschwindigkeit | 191 km/h                                                                                 |
| Flugleistungen | max. Steigrate                       | 6,73 m/s                                                                                 |
| Flugleistungen | Dienstgipfelhöhe                     | 5365 m bei max. Startgewicht und 6000 m bei 1350 kg Startgewicht                         |
| Flugleistungen | Schwebeflughöhe                      | ohne Bodeneffekt 2530 m, 760 m bei max. Startgewicht und 3350 m bei 1350 kg Startgewicht |
| Flugleistungen | Schwebeflughöhe                      | mit Bodeneffekt 3050 m                                                                   |
| Flugleistungen | max. Reichweite                      | 732 km                                                                                   |
| Flugleistungen | Einsatzdauer                         | 4,3 h                                                                                    |

## Vergleichbare Hubschraubertypen
- Bell 206
- Enstrom 480
- MD 500
- PZL SW-4
- Robinson R66
- Schweizer S-333
- Schweizer S-434